# Saeid Mohammadpourkarkaragh
Saeid Mohammadpourkarkaragh (pers. سعید محمدپور کرکرق; ur. 3 marca 1993 w Ardabil) – irański sztangista, mistrz olimpijski.
Startował w kategorii wagowej do 94 kg. Jest zdobywcą brązowego medalu mistrzostw świata w Paryżu w 2011 roku. Wyprzedzili go jedynie Ilja Iljin z Kazachstanu i Ukrainiec Artem Iwanow. Rok później wystartował na igrzyskach olimpijskich w Londynie, zdobywając złoty medal. Pierwotnie zajął piąte miejsce, jednak w 2016 roku za doping zdyskwalifikowani zostali: Ilja Iljin (1. miejsce), Rosjanin Aleksandr Iwanow (2. miejsce), Anatoli Ciricu z Mołdawii (3. miejsce) i Rosjanin Andriej Diemanow (4. miejsce), a złoto przyznano Irańczykowi.

## Osiągnięcia
| Rok  | Zawody               | Miasto | Miejsce | Kategoria | Wynik  |
| ---- | -------------------- | ------ | ------- | --------- | ------ |
| 2011 | Mistrzostwa świata   | Paryż  | 3       | do 94 kg  | 402 kg |
| 2012 | Igrzyska olimpijskie | Londyn | 1       | do 94 kg  | 402 kg |